# Surd
Surd (kroatisch Šur, slowenisch Šurd) ist eine ungarische Gemeinde im Kreis Nagykanizsa im Komitat Zala.

## Geografische Lage
Surd liegt ungefähr 15 Kilometer südlich der Stadt Nagykanizsa an dem kleinen Fluss Surdi-patak. Nachbargemeinden im Umkreis von sechs Kilometern sind Nemespátró, Somogybükkösd, Belezna, Zákányfalu und Őrtilos. Surd ist die südlichste Gemeinde im Komitat Zala.

## Sehenswürdigkeiten
- Arboretum, Park und See
  - Im Arboretum ist neben Roteichen und Fichten eine große Zahl an Tannenarten zu sehen. Die Platanenallee ist mehr als 100 Jahre alt. Zu den größten Bäumen zählen eine Stieleiche und eine Platane, die einen Stammumfang von über fünf Metern haben.
- Evangelische Kirche, erbaut 1797
- Römisch-katholische Kirche Jézus Szíve, erbaut 1989
- Weltkriegsdenkmal (Világháborús emlékmű)

## Verkehr
Durch Surd führt die Landstraße Nr. 6804. von der in der Ortsmitte die Nebenstraße Nr. 68138 in östliche Richtung nach Nemespátró abzweigt. Der nächstgelegene Bahnhof befindet sich in Nagykanizsa.